# Petrosaltator rozeti
Petrosaltator rozeti é uma espécie de musaranho-elefante da família Macroscelididae e é a única espécie do gênero Petrosaltator.
Pode ser encontrado no Marrocos, Argélia, Líbia e Tunísia.